# Casseurs Flowters
Pour les articles homonymes, voir Casseur.
Casseurs Flowters est un groupe de hip-hop français, originaire de Caen, dans le Calvados. Formé par Orelsan et Gringe, le nom du groupe tire son origine du film Maman, j'ai raté l'avion ! dans lequel le duo de bandits se nomme « Casseurs flotteurs ».
Les deux rappeurs se rencontrent en 2000, et commencent à faire du rap dans le début des années 2000. Orelsan se fait connaître en 2007 avec la sortie de la chanson très controversée Saint-Valentin sur Internet. C'est le beatmaker Skread qui compose la majorité de leurs morceaux. Ils réalisent en 2003 leur premier projet, la mixtape Fantasy. En 2013 ils sortent leur premier album, Orelsan et Gringe sont les Casseurs Flowters suivi en 2015 de l'album Comment c'est loin, bande originale du film homonyme. Ces albums sont tous deux certifiés disque de platine.
De septembre 2015 à Août 2016, le duo participe à un programme court sur Canal+ intitulé Bloqués, écrit par Orelsan, Gringe, Kyan Khojandi, Navo (Bruno Muschio), FloBer et Clément Cotentin.  

## Biographie

### Formation et débuts
En 2000, Guillaume Tranchant (Gringe) et Aurélien Cotentin (Orelsan) se rencontrent à Caen, dans le Calvados, grâce à des amis en commun, comme ils le racontent dans leur chanson Dans la place pour être, tirée de l'album Orelsan et Gringe sont les Casseurs Flowters. Afin de progresser ensemble dans le rap, ils forment un groupe, sous les noms de Orel et Gringe. Ils publient en 2003 le premier projet, une mixtape : Fantasy : Épisode -1 ; leur premier véritable album viendra neuf années plus tard,. Leur nom de groupe, inspiré du film Maman, j'ai raté l'avion !, apparaîtra peu de temps après,.
En 2007, ils connaissent leur premier succès populaire grâce à leur chanson Saint-Valentin. Le groupe décide ensuite d'arrêter le rap en tant que duo pendant quelques années, durant lesquelles Orelsan poursuit sa carrière en solitaire avec deux albums, en 2009 et 2011.

### Premier album, un film etBloqués
En 2012, par le biais de plusieurs médias et radios, notamment Skyrock, et de sa tournée, Orelsan annonce la volonté de sortir un nouvel album, cette fois-ci en collaboration avec son ami Gringe, l'autre membre du duo Casseurs Flowters. Le 8 février 2013, il le confirme dans la chanson Sharingan de Maitre Gims : « D'ailleurs je retourne en studio, je veux que notre album sorte en septembre ». En juin 2012, le duo participe ensemble à la quatrième édition de Can I Kick It.
L'année 2013 marque le retour du groupe. Le 3 juillet 2013, Orelsan poste, sur la chaîne YouTube des Casseurs Flowters, le clip du premier extrait de ce futur album, intitulé Bloqué. Dans le même temps, leur page Facebook officielle est créée. Le 24 septembre 2013, les deux compères profitent d'un passage sur la radio Skyrock pour interpréter Vizioz, futur morceau bonus de leur album, sans pour autant le nommer. Le 28 septembre 2013, le duo monte sur scène ensemble au Stade de France à l'occasion de la troisième édition d'Urban Peace. Ils dévoilent la veille, lors d'un passage sur la radio Le Mouv', le titre de l'album. Le 4 novembre 2013, ils postent sur leur chaîne YouTube personnelle le clip du second extrait de l'album : La mort du disque. Ce morceau, ainsi que le clip, suscitent des réactions mitigées de la part du public qui le compare, à cause de sa violence, aux chansons du groupe Stupeflip[réf. souhaitée]. Les jours qui suivent, le duo dévoile la pochette, la liste des titres, ainsi qu'un troisième extrait, Dans la place pour être, le 12 novembre. Trois jours plus tard, ils postent une bande-annonce, sous forme de compilations de mini-clips rassemblant plusieurs titres inédits présents sur l'album, rythmée par des commentaires de Richard Darbois, célèbre voix-off de bandes-annonces.
Leur premier album, Orelsan et Gringe sont les Casseurs Flowters, est publié le 18 novembre 2013, en numérique et en CD. Il est très vite encensé par la critique, surtout pour sa construction spécifique,. L'album se veut album-concept puisqu'il raconte une seule et même histoire scénarisée (l'autobiographie romancée du duo) et rythmée par des interludes parlées et mises en scènes entre chaque morceau. Le groupe dit s'être inspiré de l'album Ombre est lumière du groupe de rap français IAM qui plaçaient également des interludes entre les morceaux. Orelsan fait d'ailleurs référence à cet album dans le titre Deux connards dans un abribus.
Ils participent en 2014 à la première édition d'AbbéRoad, concert caritatif de la Fondation Abbé Pierre.
Le 7 septembre 2015, Canal+ diffuse un nouveau programme court imaginé par Kyan Khojandi et Bruno Muschio, co-auteurs de la mini-série Bref. Intitulée Bloqués, cette mini-série met en scène les discussions loufoques de Gringe et Orelsan sur un canapé. Le 9 décembre 2015 sort Comment c'est loin, le premier film réalisé par Orelsan et Christophe Offenstein. Il raconte les péripéties d'Orel et Gringe qui doivent écrire une chanson, dans un contexte inspiré des débuts des deux rappeurs dans les années 2000 à Caen. Ce film s'accompagne d'un nouvel album Comment c'est loin, qui n'est autre que la bande originale accompagnée de quelques morceaux additionnels. Le beatmaker Skread participe à la composition des musiques.
Ils reprendront leur rôle pour le programme court Serge le Mytho (Jonathan Cohen) en 2016 et en 2017. Toujours créé par Kyan Khojandi et Navo (Bruno Muschio), la série se concentre sur le personnage de Serge, déjà apparu pour la première fois dans Bloqués.
Le 14 février 2025 sort la saison 2 de la série Bref. sur Disney+. Lié scenaristiquement à Bloqués et Serge le mytho, Orelsan et Gringe font partie du casting. 

## Discographie
| Année | Album                                        | Meilleure position | Meilleure position | Meilleure position | Certification |
| Année | Album                                        | France             | Belgique           | Suisse             | Certification |
| ----- | -------------------------------------------- | ------------------ | ------------------ | ------------------ | ------------- |
| 2013  | Orelsan et Gringe sont les Casseurs Flowters | 8                  | 29                 | 10                 | - : Platine   |
| 2015  | Comment c'est loin (bande originale du film) | -                  | -                  | -                  | - : Platine   |

### Mixtapes
- 2003 : Fantasy : Épisode -1[12]

### Singles
- 2008 : Saint-Valentin
- 2013 : Bloqué
- 2013 : La Mort du disque
- 2014 : Regarde comme il fait beau (Dehors)
- 2014 : Fais les backs
- 2014 : Change de pote
- 2014 : Des histoires à raconter
- 2015 : À l'heure où je me couche
- 2015 : Freestyle Radio Phoenix
- 2016 : Inachevés
- 2016 : Si facile

### Apparitions
- 2001 : Fonce dans le mur
- 2005 : Arrete
- 2006 : Mauvaise Onde dans la compilation Talents fâchés vol.3
- 2006 : Ramen
- 2006 : Bombattak
- 2006 : Toc toc
- 2006 : Rap de résurrection
- 2006 : Saint-Valentin
- 2006 : Herbes de province (remix) (Sixième Sens feat. Orelsan, Gringe, Meven, Bouchées Doubles, Kalash l'Afro, 20Syl, Prince d'Arabee & Mahooni sur la mixtape Ghetto Citoyens)
- 2007 : Tu t'en fous (Apash feat. Orelsan, Gringe, Specta & Nikkfurie pour Du bon son pour la bonne cause)
- 2009 : Entre bien et mal (Orelsan feat. Gringe sur l'album Perdu d'avance)
- 2011 : Ils sont cools (Orelsan feat. Gringe sur l'album Le Chant des sirènes)
- 2012 : C'est beau de rêver (Taipan feat. Orelsan & Gringe sur l'album Dans le circuit)
- 2012 : Mauvais Plan (Canardo feat. Orelsan & Gringe sur l'album A la youv)
- 2013 : Keep Cool (Major Lazer feat. Orelsan, Gringe & Wynter Gordon)
- 2014 : Les Portes du pénitencier (Shtar Academy feat. Nemir, Keny Arkana, Nekfeu, NOR, REDK, Tekila, Lino, Soprano, Bakar, Alonzo, Vincenzo, Sat, Médine, Orelsan & Gringe sur l'album Star Academy)
- 2015 : Memento (Youssoupha feat. Orelsan & Gringe sur l'album Négritude)
- 2018 : Je zappe et je mate (sur l'album Affaire de famille)
- 2018 : Déchiré (Gringe feat. Orelsan sur l'album Enfant Lune)
- 2021 : Casseurs Flowters Infinity (Orelsan feat. Gringe sur l'album Civilisation)
- 2024 : Feelings (Gringe feat. Orelsan sur l'album Hypersensible)